# Maurice Cadet
Pour les articles homonymes, voir Cadet.
Maurice Cadet est un poète et écrivain haïtien né le 20 juin 1933 à Jacmel où il est mort le 29 mai 2020. Il a publié plusieurs recueils comme Ondes Vagabondes et des romans. Son roman Cicatrices paraît aux Editions Pulùcia fondées  à Jacmel par Pierre Paul Ancion.

## Biographie
Maurice Cadet est né le 20 juin 1933 à Jacmel en Haïti. Il est poète, nouvelliste et essayiste. Il vit à Alma au Lac-Saint-Jean depuis 1967. Avant son arrivée au Québec, il enseigne dans son pays natal, à Port-au-Prince et à Jacmel, ainsi qu'au Zaïre. Maurice Cadet est l'un des deux fondateurs du lycée Célie Lamour en 1956 à Jacmel ainsi l'initiateur du carnaval des étudiants de cette ville. De 1967 à 1971, il exerce en tant qu'enseignant à L'Externat classique d'Alma et au Collège du Lac-Saint-Jean. De 1971 à 1995, il est professeur de littérature et de création littéraire au Cégep d'Alma. 
Il était également responsable de la coordination départementale au Collège d'Alma pendant plusieurs années et vice-président du Syndicat des enseignantes et enseignants du Cégep d'Alma. Il publie dans plusieurs revues dont notamment Focus, Résistances, Estuaire, Brèves littéraires, Ruptures, et l'International Poetry Review (États-Unis). Il est actuellement écrivain à temps plein. 
Maurice Cadet est membre du PEN Club de Montréal et de l'Union des écrivaines et des écrivains québécois.
Il a épousé Marie-Claude. Il était aussi professeur à l’ONU (Organisation des Nations Unies) en 1965.
Il était le président d'honneur des Editions pulùcia à  travers lesquelles il s'est engagé durant les dernières années de sa vie. Il était ainsi le pilier principal du centre culturel qui porte son nom: "Centre Culturel Maurice Cadet". 

## Œuvres
- 1989 : Turbulence (poésie), Jonquière : Sagamie-Kebèk
- 1990 : Chalè piman, Alma : Éditions Le Signet, collection Chat mawon ; 1, 1990, 48 paj : ill. ; 22 cm.  (ISBN 2921097001)
- 1991 : Haute dissidence, Trois-Rivières : Écrits des Forges, collection Les rouges-gorges ; 83, 1991, 80 paj ; 18 cm.  (ISBN 2-89046-226-9)
- 1991 : Sortilège sonore, dans La littérature et la vie au collégial ; recueil collectif, essais, Montréal : Modulo
- 1992 : Itinéraires d'un enchantement, Trois-Rivières : Écrits des Forges, 85 paj ; 21 cm.  (ISBN 2890462749)
- 1994 : Le saltimbanque apprivoisé, dans Identité territoriale; recueil collectif, essaie Alma : Langage plus
- 1994 : Réjouissances, Trois-Rivières : Écrits des Forges, 1994, 72 paj ; 21 cm.  (ISBN 2-89046-325-7)

Soleil levé

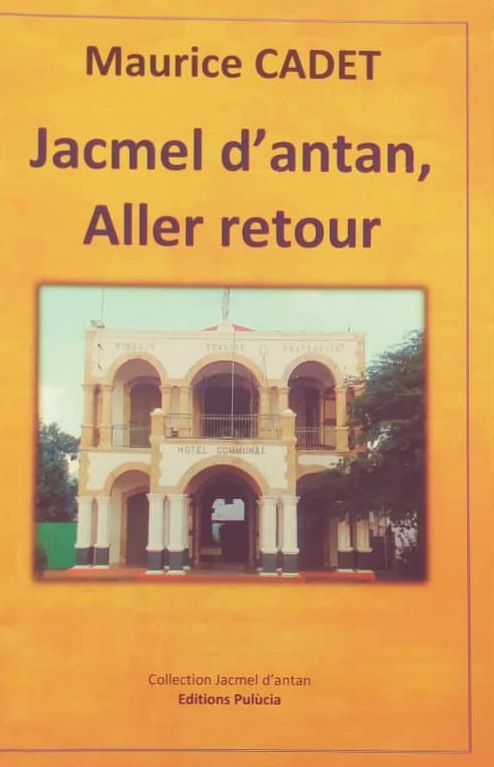
Jacmel d'antan, Aller et retour de Maurice Cadet

- 1996 : Chronique de gestes, in Un lac un fjord III ; recueil collectif, nouvelles, Chicoutimi : edisyon JCL inc.
- 1996 : L’Illusoire éternité de l’été, Trois-Rivières : Écrits des Forges, 1996, 65 paj ; 21 cm.  (ISBN 2-89046-405-9)
- 1996 : Réjouissances (poésie), Trois-Rivières : Écrits des Forges ; Marseille : Éditions autres temps
- 1997 : La fin des sapotilles, dans Compère Jacques Soleil ; recueil collectif, nouvelles, Montréal : Planète rebelle ; Port-au-Prince : Mémoire
- 1997 : L'insaisissable interférence, in Un lac un fjord III ; recueil collectif, nouvelles, Chicoutimi : edisyon JCL inc.
- 1998 : Cocorico pour un combat royal, Port-au-Prince : Éditions Mémoire ; Montréal : OZO éditions graphiques, 1998, 109 paj ; 18 cm.  (ISBN 2-922428-00-1)
- 1998 : Zabelle et les deux mondes, in Un lac un fjord V ; recueil collectif, nouvelles, Chicoutimi : Éditions JCL inc
- 1999 : Tambour battant, Montréal : Éditions CIDIHCA,  (ISBN 2-89454-083-3)
- 2018 : Errances canailles (poésie)
- 2018 : Ondes vagabondes (poésie), Trois-Rivières : Éditions Écrits des Forges ; Dakar-Ponty (Senegal) : Éditions Feu de brousse ; Echternach (Luxembourg) : Éditions Phi ; La Réunion (Océan Indien) : Grand océan, 1998, 72 pages ; 21 cm.
- 2018 : Cicatrices, éditions Púlucia, roman, septembre 2018, 158 pages[9].